# Dejan Zlatičanin
Dejan Zlaticanin (ur. 24 kwietnia 1984) – czarnogórski bokser, mistrz świata WBC  kategorii lekkiej.

## Kariera amatorska
W 2003 roku startował na mistrzostwach świata w Bangkoku. Zlaticanin odpadł już w 1/32 finału, przegrywając z Białorusinem Antonem Maksimowem.
Dwukrotnie startował też na mistrzostwach europy w 2004 i 2006. W 2004 roku odpadł w 2 rundzie, a w 2006 dotarł do ćwierćfinału, gdzie pokonał go Alexey Shaydulin.

## Kariera zawodowa
Jako zawodowiec zadebiutował 3 maja 2008 roku. Do końca 2010 roku stoczył 11 wygranych pojedynków, z których 10 rozstrzygnął przed czasem.
25 lutego 2011 roku zdobył pas WBC Mediterranean w wadze lekkiej. Pokonał jednogłośną decyzją Felixa Lorę, który był na deskach w pierwszej rundzie. 26 listopada zdobył pas WBC International, który obronił 24 lipca 2012 roku, nokautując w 8 rundzie Bahroma Payozova.
11 czerwca 2016 w Nowym Jorku wygrał przez techniczny nokaut w trzeciej rundzie z Boliwijczykiem Franklinem Mamanim (21-3-1, 12 KO)., zdobywając wakat mistrza świata lekkiej organizacji WBC.